# Tipula (Eumicrotipula) inaequidens
Tipula (Eumicrotipula) inaequidens is een tweevleugelige uit de familie langpootmuggen (Tipulidae). De soort komt voor in het Neotropisch gebied.